# Julián Menéndez
Julián Menéndez González (Santander, 28 de enero de 1895 - Madrid, 30 de diciembre de 1975) es un compositor neorromántico que dedicó la mayor parte de su obra al clarinete. Ha sido un compositor y clarinetista de los más relevantes del panorama musical español, junto con Miguel Yuste.

## Biografía
A los dos meses de edad sus padres se trasladan a Bilbao. Empieza sus clases en la Academia de Música de Bilbao, donde estudia piano con E. Medel, solfeo con Jose Sainz Basabe y clarinete con Pablo Fernández. A la edad de 12 años ingresa en la Banda Municipal de Bilbao y posteriormente en la Antigua Sociedad de Conciertos, donde ejerce de clarinete solista. Más tarde llega a Madrid, para seguir estudiando clarinete con Emilio Vega y allí, obtiene la plaza de clarinete en la Banda Municipal de Madrid.
Ha sido clarinete solista en otras orquestas como la Orquesta Sinfónica del Teatro Real, la Orquesta Filarmónica del Maestro Pérez Casas o la Orquesta Sinfónica del Maestro Arbós.

## Obra

### Composiciones para Orquesta
- Evocaciones (impresiones sinfónicas) [1939]
- Cuadros populares [1942]
- Leda (Leyenda, sin estrenar) [1944]
- Elegía a la Memoria del Maestro Arbós para violín y orquesta
- Danzas españolas (Originalmente para Piano, adaptada a Orquesta y para la banda municipal de Madrid) [1961]

### Para clarinete
- Concierto Nº1 [1912]
- Mazurka-Capricho (con acompañamiento de banda) [1913]
- Solo de concierto [1920]
- Fantasía-Capricho [1921]
- Seis Estudios de Concierto [1921-1951]
- Andante y Scherzo Para Clarinete en Mib y Piano [1945]
- Introducción, Andante y Danza [1952] (Versión para Clarinete en Sib y para Clarinete Mib)
- 32 Estudios de Perfeccionamiento [1953?]
- Andante y Allegro [1955]
- 24 Estudios Técnicos y Modernos (8 con Acompañamiento de Piano) [1957]
- 18 Estudios Característicos (Difíciles) [1959]
- Contemplación [1965]
- Versión editada del Método de Clarinete de A. Romero

### Composiciones para Banda
- El sauce (cuatro piezas características)
- Los dos Kikos (pasodoble)
- La Copla del Niño (pasodoble) [Estrenado en 1956]
- Alegre Andalucía [1958]

### Arreglos para banda
- Sinfonía Alpina de Strauss
- La Gran Pascua Rusa de Rimsky Korsakov
- Ruslán y Ludmila de Glinka
- La Oración del Torero de Joaquín Turina
- La Consagración de la primavera de Ígor Stravinsky

### Obra Lírica: Zarzuela
- La Canción del Corso (realizada junto con Martín Domingo) [1924]

### Para Otros instrumentos
Piano
- Mi Felicidad (Habanera) [1913]
- Homenaje a Juan Crisóstomo Arriaga [1958]
- Danzas Españolas
- Lusitata

Flauta
- Nocturno con acompañamiento de piano [1959]
- Sutileza para Flauta y Piano

Saxofón
- Estudio de Concierto para saxofón alto Mib o Tenor Sib y piano
- Lamento y Tarantella para saxofón alto Mib y piano [1953]

### Para Grupos de Cámara
- Sonata Contemporánea (Flauta, Oboe, Clarinete, Fagot y Piano)
- Nota Bene: Cuarteto para instrumentos de cuerda [1912]